# Lac de la Haute-Sûre
Lac de la Haute-Sûre é uma comuna do Luxemburgo, pertence ao distrito de Diekirch e ao cantão de Wiltz.

## Demografia
Dados do censo de 15 de fevereiro de 2001:
- população total: 1.328
  - homens: 711
  - mulheres: 617
- densidade: 27,38 hab./km²
- distribuição por nacionalidade:

| Nacionalidade  | População | %      |
| -------------- | --------- | ------ |
| luxemburgueses | 1.077     | 81,10% |
| estrangeiros   | 251       | 18,90% |
| - portugueses  | 37        | 2,79%  |
| - franceses    | 18        | 1,36%  |
| - italianos    | 2         | 0,15%  |
| - belgas       | 98        | 7,38%  |
| - alemães      | 8         | 0,60%  |
| - iuguslavos   | 53        | 3,99%  |
| - outros       | 35        | 2,64%  |

- Crescimento populacional:

| Ano        | População |
| ---------- | --------- |
| 15/02/2001 | 1.328     |
| 01/01/2002 | 1.365     |
| 01/01/2003 | 1.400     |
| 01/01/2004 | 1.394     |
| 01/01/2005 | 1.454     |